# Alfa-globulină

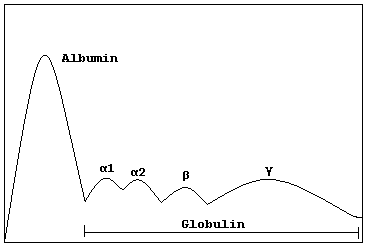
Reprezentare schematică a electroforezei în gel a proteinelor

Alfa-globulinele reprezintă o clasă de globuline care pot fi separate și identificate cu ajutorul electroforezei proteinelor serice. Sunt proteine cu rol transportor. Sunt constituite din două fracții proteice principale, denumite α1-globuline și α2-globuline.

## Exemple
Câteva exemple de alfa-globuline în funcție de fracția de care aparțin sunt:

### Alfa 1-globuline
- α1-antitripsină
- Alfa 1-antichimotripsină
- Orosomucoid (glicoproteină)
- Amiloid A seric
- Alfa 1-lipoproteină

### Alfa 2-globuline
- Haptoglobină
- Alfa-2u globulină
- α2-macroglobulină
- Ceruloplasmină
- Proteina de legare a tiroxinei
- Alfa 2-antiplasmină
- Proteina C
- Alfa 2-lipoproteină
- Angiotensinogen
- Proteina de legare a vitaminei D